# Пунтера
Пунтера (хорв. Puntera) — населений пункт у Хорватії, в Істрійській жупанії у складі громади Барбан.

## Населення
Населення за даними перепису 2011 року становило 108 осіб.
Динаміка чисельності населення поселення:

## Клімат
Середня річна температура становить 13,59 °C, середня максимальна – 27,13 °C, а середня мінімальна – -0,46 °C. Середня річна кількість опадів – 942 мм.
| Клімат поселення                              | Клімат поселення | Клімат поселення | Клімат поселення | Клімат поселення | Клімат поселення | Клімат поселення | Клімат поселення | Клімат поселення | Клімат поселення | Клімат поселення | Клімат поселення | Клімат поселення | Клімат поселення |
| Показник                                      | Січ.             | Лют.             | Бер.             | Квіт.            | Трав.            | Черв.            | Лип.             | Серп.            | Вер.             | Жовт.            | Лист.            | Груд.            |                  |
| Середній максимум, °C                         | 10,24            | 10,90            | 13,73            | 17,06            | 22,20            | 26,50            | 27,13            | 26,88            | 22,18            | 17,57            | 12,67            | 9,68             |                  |
| Середня температура, °C                       | 4,89             | 5,54             | 8,38             | 11,71            | 16,86            | 21,15            | 23,54            | 23,30            | 18,59            | 13,97            | 9,07             | 6,07             |                  |
| Середній мінімум, °C                          | −0,46            | 0,21             | 3,04             | 6,37             | 11,51            | 15,79            | 19,94            | 19,70            | 14,99            | 10,37            | 5,48             | 2,49             |                  |
| Норма опадів, мм                              | 75               | 61               | 67               | 73               | 63               | 74               | 51               | 76               | 87               | 110              | 116              | 89               |                  |
| Середньомісячна швидкість вітру, м/с          | 2.71             | 2.95             | 3.01             | 2.90             | 2.61             | 2.50             | 2.49             | 2.48             | 2.58             | 2.82             | 3.03             | 2.94             |                  |
| Середньомісячна сонячна радіація, кДж/м²·день | 4525             | 7405             | 10736            | 15246            | 19566            | 21269            | 22031            | 19274            | 14202            | 9138             | 4972             | 3842             |                  |
| --------------------------------------------- | ---------------- | ---------------- | ---------------- | ---------------- | ---------------- | ---------------- | ---------------- | ---------------- | ---------------- | ---------------- | ---------------- | ---------------- | ---------------- |
| Джерело:                                      |                  |                  |                  |                  |                  |                  |                  |                  |                  |                  |                  |                  |                  |